# Copa de baloncesto de Francia 2018-19
La 42ª edición de la Copa de baloncesto de Francia (en francés Coupe de France y también conocida como  Trophée Robert Busnel en memoria de Robert Busnel, baloncestista francés fallecido en 1991) es una competición organizada por la Federación francesa de baloncesto que se celebró desde el 19 de septiembre de 2018 hasta el 11 de mayo de 2019, en la que participan equipos profesionales y aficionados en un sistema de eliminatoria directa. La final se jugó el 11 de mayo en el AccorHotels Arena de París, resultando campeón el ASVEL Lyon-Villeurbanne, que derrotó por 70-61 al Le Mans Sarthe Basket.

## Calendario
| Ronda | Denominación            | Fecha                    | Participantes                                                                            |
| 1     | 64avos de final         | 19 de septiembre de 2018 | 18 equipos de Pro B 27 equipos de NM1 5 equipos del trofeo de 2018                       |
| 2     | 32avos de final         | 7 de noviembre de 2018   | 11 equipos de Pro A 25 equipos clasificados de la ronda anterior                         |
| 3     | 16avos de final         | 23 de enero de 2019      | 18 equipos clasificados de la ronda anterior                                             |
| 4     | Octavos de final        | 13 de febrero de 2019    | 7 equipos de Pro A de competiciones europeas 9 equipos clasificados de la ronda anterior |
| 5     | Cuartos de final        | 16 de marzo de 2019      | 8 equipos clasificados de la ronda anterior                                              |
| 6     | Semifinales             | 17 de marzo de 2019      | 4 equipos clasificados de la ronda anterior                                              |
| 7     | Final AccorHotels Arena | 11 de abril de 2019      | 2 equipos clasificados de la ronda anterior                                              |

## 64avos de final
| Club (division)            | Resultado | Club (division)            | Sede                 |
| -------------------------- | --------- | -------------------------- | -------------------- |
| GET Vosges (NM1)           | 71-95     | Denain (Pro B)             | Épinal               |
| Besançon (NM1)             | 56-85     | Souffelweyersheim (NM1)    | Besançon             |
| Prissé-Mâcon (NM2)         | 53-90     | Nancy (Pro B)              | Mâcon                |
| Recy (NM1)                 | 70-74     | Gries (Pro B)              | Recy                 |
| Boulogne-sur-Mer (NM1)     | 99-79     | Saint-Quentin (NM1)        | Boulogne-sur-Mer     |
| Kaysersberg (NM1)          | 76-89     | Lille (Pro B)              | Kaysersberg          |
| Charleville-Mézières (NM1) | 64-89     | Orchies (NM1)              | Charleville-Mézières |
| LyonSO Basket (NM2)        | 69-67     | Les enfants du Forez (NM1) | Sainte-Foy-lès-Lyon  |
| Aubenas (NM1)              | 65-75     | Aix-Maurienne (Pro B)      | Aubenas              |
| Saint-Vallier (NM1)        | 74-91     | Saint-Chamond (Pro B)      | Saint-Vallier        |
| Andrézieux-Bouthéon (NM1)  | 56-79     | Roanne (Pro B)             | Andrézieux-Bouthéon  |
| La Charité (NM1)           | 69-87     | Vichy-Clermont (Pro B)     | La Charité-sur-Loire |
| Le Cannet (NM2)            | 69-93     | Sorgues (NM1)              | Le Cannet            |
| Tours (NM1)                | 79-66     | Angers (NM1)               | Tours                |
| La Rochelle (NM1)          | 62-74     | Poitiers (Pro B)           | La Rochelle          |
| Toulouse (NM1)             | 96-83     | Tarbes-Lourdes (NM1)       | Toulouse             |
| Bordeaux (NM1)             | 85-79     | Nantes (Pro B)             | Bordeaux             |
| Brissac-Quincé (NM1)       | 61-72     | Blois (Pro B)              | Brissac-Quincé       |
| Les Sables-d'Olonne (NM2)  | 74-88     | Orléans (Pro B)            | Les Sables-d'Olonne  |
| Lorient (NM1)              | 77-75     | Paris (Pro B)              | Lorient              |
| Rueil (NM1)                | 66-101    | Rouen (Pro B)              | Rueil-Malmaison      |
| Challans (NM1)             | 100-89    | Chartres (Pro B)           | Challans             |
| Aurore de Vitré (NM1)      | 63-70     | Évreux (Pro B)             | Vitré                |
| Le Havre (NM1)             | 68-77     | Caen (Pro B)               | Le Havre             |
| Fougères (NM2)             | 69-70     | Quimper (Pro B)            | Fougères             |

## 32avos de final
| Club (division)               | Resultado | Club (division)                   | Sede                |
| ----------------------------- | --------- | --------------------------------- | ------------------- |
| Orchies (NM1)                 | 72-90     | Nancy (Pro B)                     | Orchies             |
| Lille (Pro B)                 | 73-80     | Le Portel (Jeep Elite)            | Lille               |
| Gries (Pro B)                 | 88-56     | Denain (Pro B)                    | Gries               |
| Souffelweyersheim (NM1)       | 71-63     | Gravelines Dunkerque (Jeep Elite) | Souffelweyersheim   |
| Boulogne-sur-Mer (NM1)        | 57-89     | Châlons Reims (Jeep Elite)        | Boulogne-sur-Mer    |
| Chalon-sur-Saône (Jeep Elite) | 92-83     | Bourg-en-Bresse (Jeep Elite)      | Chalon-sur-Saône    |
| Aix-Maurienne (Pro B)         | 83-67     | Roanne (Pro B)                    | Aix-les-Bains       |
| Oullins Sainte-Foy (NM2)      | 55-93     | Vichy-Clermont (Pro B)            | Sainte-Foy-lès-Lyon |
| Sorgues (NM1)                 | 85-84     | Fos-sur-Mer (Jeep Elite)          | Sorgues             |
| Saint-Chamond (Pro B)         | 65-79     | Antibes (Jeep Elite)              | Saint-Chamond       |
| Toulouse (NM1)                | 77-87     | Pau-Lacq-Orthez (Jeep Elite)      | Toulouse            |
| Orléans (Pro B)               | 65-79     | Boulazac (Jeep Elite)             | Orléans             |
| Tours (NM1)                   | 76-77     | Poitiers (Pro B)                  | Tours               |
| Bordeaux (NM1)                | 59-74     | Blois (Pro B)                     | Bordeaux            |
| Rouen (Pro B)                 | 73-63     | Cholet (Jeep Elite)               | Rouen               |
| Challans (NM1)                | 90-52     | Évreux (Pro B)                    | Challans            |
| Lorient (NM1)                 | 73-83     | Caen (Pro B)                      | Lorient             |
| Quimper (Pro B)               | 77-93     | Levallois (Jeep Elite)            | Quimper             |

## 16avos de final
| Club (division)              | Resultado | Club (division)               | Sede              |
| ---------------------------- | --------- | ----------------------------- | ----------------- |
| Poitiers (Pro B)             | 76-100    | Boulazac (Jeep Elite)         | Poitiers          |
| Sorgues (NM1)                | 77-92     | Nancy (Pro B)                 | Sorgues           |
| Blois (Pro B)                | 88-92     | Rouen (Pro B)                 | Blois             |
| Levallois (Jeep Elite)       | 82-69     | Châlons Reims (Jeep Elite)    | Levallois         |
| Vichy-Clermont (Pro B)       | 86-73     | Caen (Pro B)                  | Vichy             |
| Souffelweyersheim (NM1)      | 79-60     | Aix-Maurienne (Pro B)         | Souffelweyersheim |
| Challans (NM1)               | 78-100    | Gries (Pro B)                 | Challans          |
| Le Portel (Jeep Elite)       | 72-79     | Antibes (Jeep Elite)          | Le Portel         |
| Pau-Lacq-Orthez (Jeep Elite) | 88-92     | Chalon-sur-Saône (Jeep Elite) | Pau               |

## Octavos de final
| Club (division)         | Resultado | Club (division)                | Sede              |
| ----------------------- | --------- | ------------------------------ | ----------------- |
| Strasbourg (Jeep Elite) | 78-86     | Lyon-Villeurbanne (Jeep Elite) | Strasbourg        |
| Gries (Pro B)           | 70-89     | Nanterre (Jeep Elite)          | Gries             |
| Souffelweyersheim (NM1) | 71-77     | Rouen (Pro B)                  | Souffelweyersheim |
| Vichy-Clermont (Pro B)  | 78-80     | Levallois (Jeep Elite)         | Vichy             |
| Nancy (Pro B)           | 52-65     | Antibes (Jeep Elite)           | Nancy             |
| Monaco (Jeep Elite)     | 62-59     | Limoges (Jeep Elite)           | Monaco            |
| Le Mans (Jeep Elite)    | 97-81     | Boulazac (Jeep Elite)          | Le Mans           |
| Dijon (Jeep Elite)      | 85-72     | Chalon-sur-Saône (Jeep Elite)  | Dijon             |

## Cuartos de final
| Club (división)       | Resultado | Club (división)                | Sede                  |
| --------------------- | --------- | ------------------------------ | --------------------- |
| Rouen (Pro B)         | 93-86     | Antibes (Jeep Elite)           | Trélazé (Arena Loire) |
| Nanterre (Jeep Elite) | 80-84     | Levallois (Jeep Elite)         | Trélazé (Arena Loire) |
| Dijon (Jeep Elite)    | 87-95     | Le Mans (Jeep Elite)           | Trélazé (Arena Loire) |
| Monaco (Jeep Elite)   | 87-101    | Lyon-Villeurbanne (Jeep Elite) | Trélazé (Arena Loire) |

## Semifinales
| Club (división)      | Resultado | Club (división)                | Sede                  |
| -------------------- | --------- | ------------------------------ | --------------------- |
| Le Mans (Jeep Elite) | 94-91     | Levallois (Jeep Elite)         | Trélazé (Arena Loire) |
| Rouen (Pro B)        | 81-90     | Lyon-Villeurbanne (Jeep Elite) | Trélazé (Arena Loire) |

## Final
La final se disputó el 11 de mayo de 2019
| Club (división)      | Resultado | Club (división)                | Sede                      |
| -------------------- | --------- | ------------------------------ | ------------------------- |
| Le Mans (Jeep Elite) | 61-70     | Lyon-Villeurbanne (Jeep Elite) | Paris (AccorHotels Arena) |